# Civita di Bagnoregio
Civita di Bagnoregio és una ciutat de la província de Viterbo al centre d'Itàlia, un suburbi de la comuna de Bagnoregio, a 1 quilometre (0.6 mi) l'est d'ella. Té uns 120 quilometres (75 mi) al nord de Roma. L'únic accés és una passarel·la des de la població propera, amb peatge introduït l'any 2013. A causa del peatge, es van suprimir els impostos comunals a Civita i Bagnoregio proper. A causa de la seva base inestable que sovint s'erosiona, Civita és coneguda com "la ciutat moribunda".

## Territori
Civita està situada a la vall dels badlands (Valle dei Calanchi), una regió a l'est del llac de Bolsena i a l'oest de la vall del Tíber, al municipi de Bagnoregio. Consta de dues valls principals: el Fossato del Rio Torbido i el Fossato del Rio Chiaro. Originàriament aquests llocs podrien haver estat més fàcils d'arribar i estaven travessats per una antiga carretera que unia la vall del Tíber amb el llac de Bolsena.
La morfologia d'aquesta regió va ser provocada per l'erosió i les esllavissades. El territori està format per dues formacions de roques diferents, diferents en cronologia i constitució. La formació més antiga és la d'argila; prové del mar i forma la capa base especialment subjecta a l'erosió. Les capes superiors estan fetes de toba i material de lava. La ràpida erosió es deu als rierols, als agents atmosfèrics però també a la desforestació.
Civita, que només hi habiten 16 persones, està situada en una zona solitària i només s'hi pot accedir mitjançant un pont per a vianants de formigó armat construït l'any 1995. En general, el pont està restringit als vianants, però per satisfer les exigències dels veïns i treballadors, l'Ajuntament de Bagnoregio va emetre un comunicat en què aquestes persones poden creuar el pont en bicicleta o en moto en determinats moments. El motiu del seu aïllament és la progressiva erosió del turó i la vall propera que creen els badlands; aquest procés encara està en curs i hi ha el perill que el poble desaparegui. És per això que Civita també és coneguda com "La ciutat moribunda".

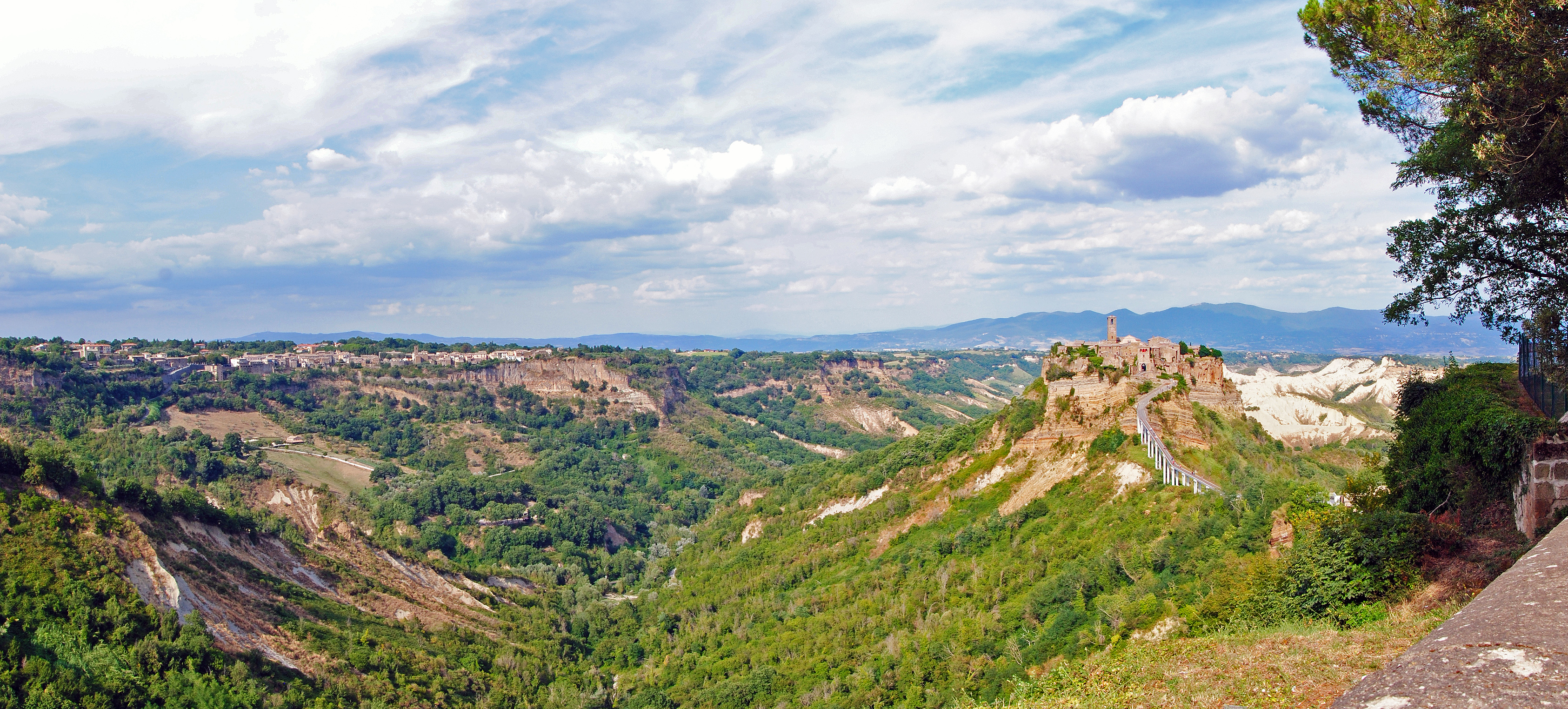
Panorama de Civita di Bagnoregio amb vistes a "Valle dei Calanchi"

## Història

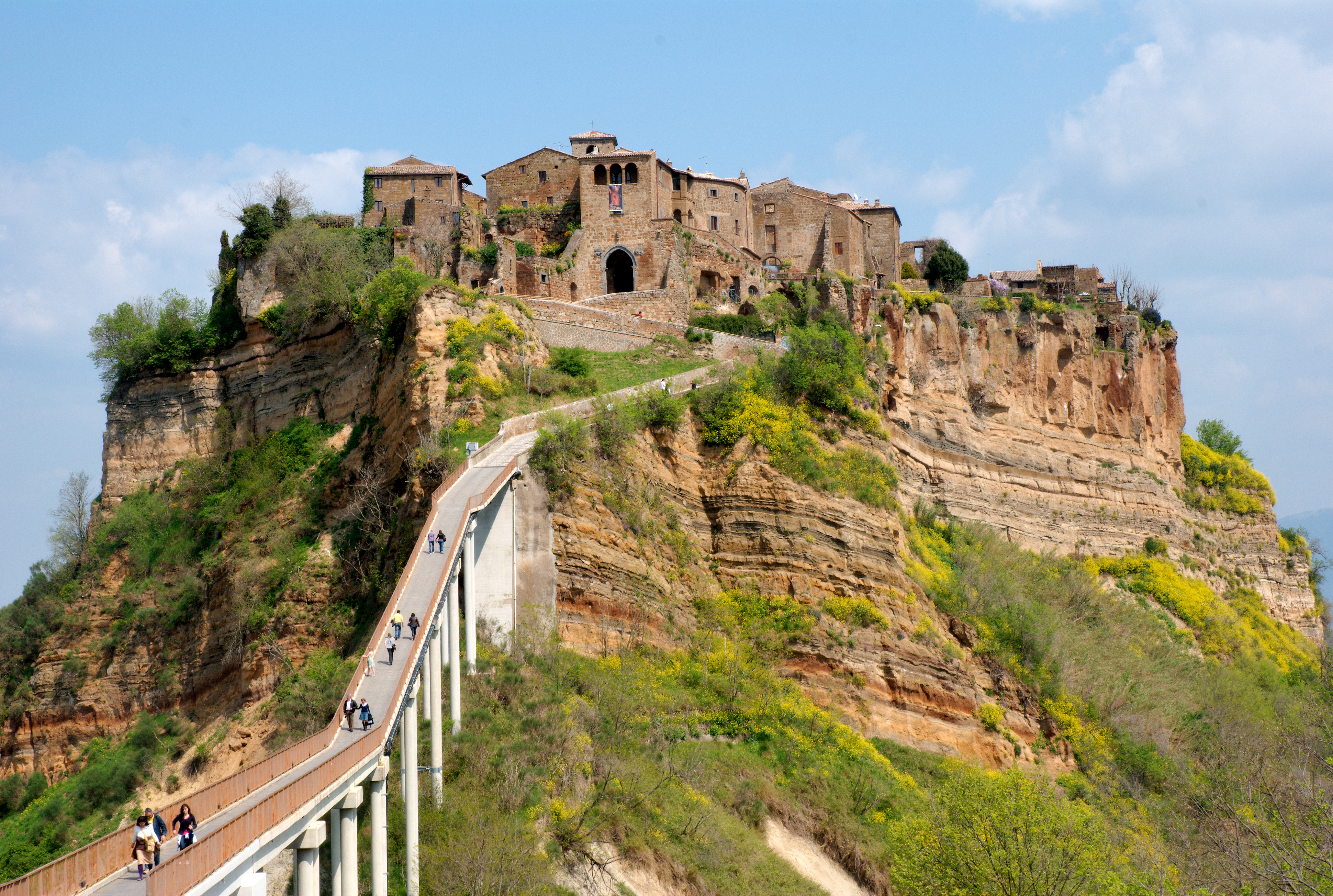
Civita di Bagnoregio.

Civita di Bagnoregio va ser fundada pels etruscs fa més de 2.500 anys. Antigament hi havia cinc portes de la ciutat per accedir a l'antic poble de Civita, actualment, en canvi, la Porta Santa Maria (també coneguda com a Porta Cava) és la principal porta d'entrada de la ciutat. També és possible entrar al poble de Civita des de la vall dels badlands a través d'un túnel excavat a la roca. El traçat de tot el poble és d'origen etrusco, basat en un sistema de carrers ortogonals cardo i decumanus segons l'ús etrusco i romà, mentre que tot el revestiment arquitectònic és d'origen medieval i renaixentista.

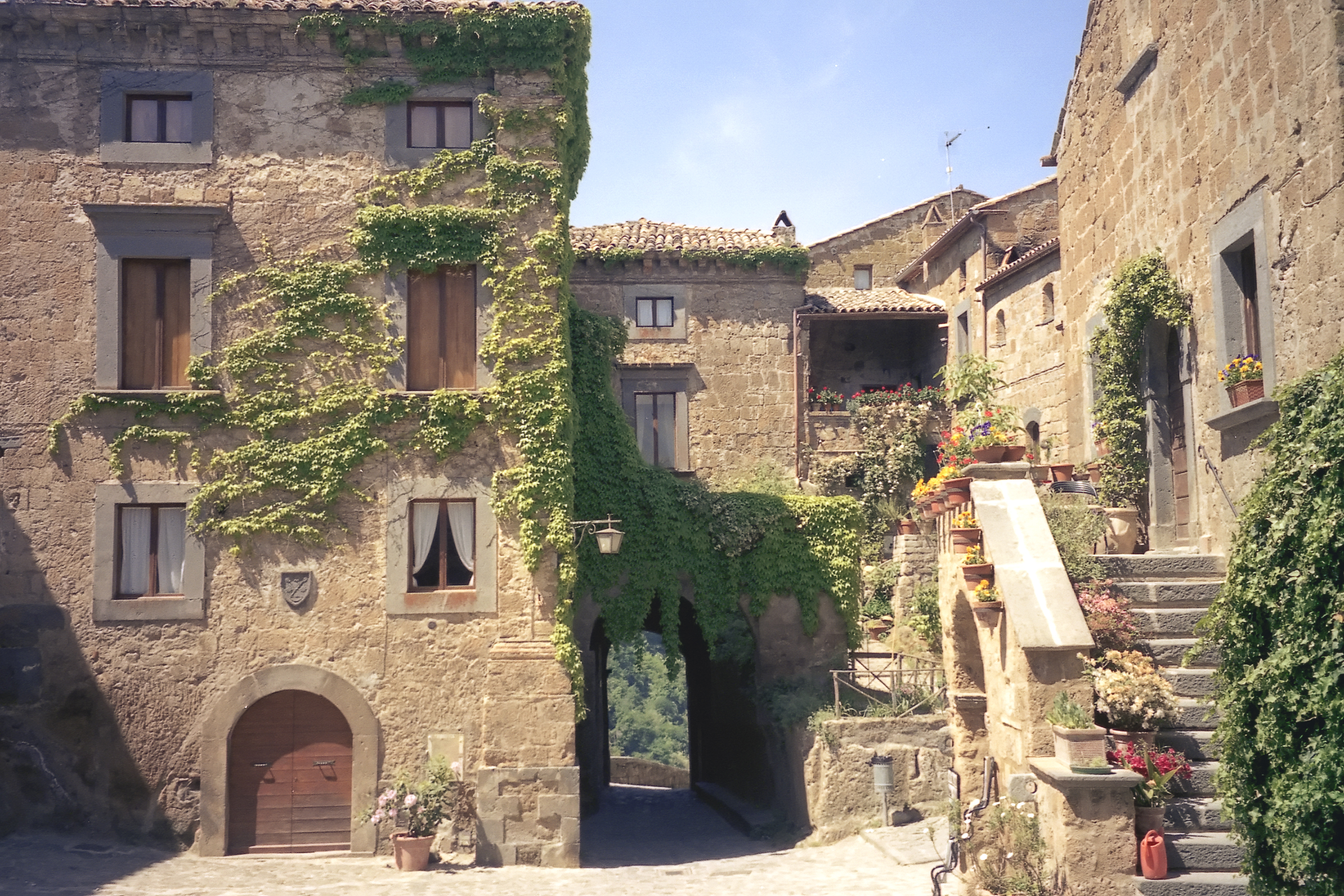

Hi ha nombrosos rastres de la civilització etrusca a Civita, especialment a la zona de San Francesco Vecchio : es va trobar una petita necròpolis etrusca al penya-segat situat a la zona de sota del Belvedere di San Francesco Vecchio. La cova de Sant Bonaventura (on es diu que Sant Francesc va guarir el petit Giovanni Fidanza, que després esdevingué Sant Bonaventura) és també una tomba de cambra etrusca. Els etruscs van fer de Civita (el nom original de la qual es desconeix) una ciutat florida, gràcies a la seva posició estratègica favorable al comerç i gràcies a la seva proximitat a les vies de comunicació més importants de l'època.
Molts vestigis de l'època etrusca són encara llocs suggeridors: l'anomenat Bucaione, per exemple, és un profund túnel que travessa la part més baixa de la ciutat i dona accés a la vall dels badlands directament des de la població. En el passat, eren visibles moltes tombes de cambra. Van ser excavats a la base del penya-segat de Civita i les parets de toba properes i, al llarg dels segles, van ser destruïts per diversos despreniments de roques. De fet, els mateixos etruscs van haver d'afrontar problemes d'activitat sísmica i inestabilitat, com el terratrèmol del 280 aC. Quan els romans van arribar l'any 265 aC, es van ocupar i van dur a terme les obres de drenatge de les aigües pluvials i les obres de contenció dels rieres que van començar per primera vegada els etruscs.
Civita (o Ciutat) va ser el lloc de naixement de Sant Bonaventura, que va morir l'any 1274. La ubicació de la casa de la seva infància fa temps que ha caigut de la vora del penya-segat. Al segle xvi, Civita di Bagnoregio començava a decaure, quedant eclipsada pel seu antic suburbi Bagnoregio.
A finals del segle xvii, el bisbe i el govern municipal es van veure obligats a traslladar-se a Bagnoregio a causa d'un gran terratrèmol que va accelerar la decadència del nucli antic. En aquella època, la zona formava part dels Estats Pontificis. Al segle xix, la ubicació de Civita di Bagnoregio s'estava convertint en una illa i el ritme de l'erosió es va accelerar a mesura que s'arribava a la capa d'argila sota la pedra a la zona on es troba el pont actual.
Civita di Bagnoregio continua com una ciutat petita però pròspera, fa poc que viu un renaixement turístic. La CNN el gener de 2020 va associar el "excés de turisme" amb la decisió de l'alcalde de cobrar una tarifa menor per l'entrada, la qual cosa va augmentar la publicitat i, posteriorment, l'assistència. CNN també va assenyalar que la ciutat tenia més habitants felins que els seus 12 habitants humans.
L'únic accés és una passarel·la des de la població propera, amb un peatge d'1,50 € introduït l'any 2013 i augmentat l'agost de 2017 fins a 3 € els dies feiners i 5 € els diumenges i festius. Civita va tenir 40.000 visitants el 2010, i es va estimar que va atreure 850.000 visitants el 2017. A causa del peatge, es van abolir els impostos comunals a Civita i Bagnoregio proper, fent de Bagnoregio l'única ciutat sense impostos comunals.

## Ubicació

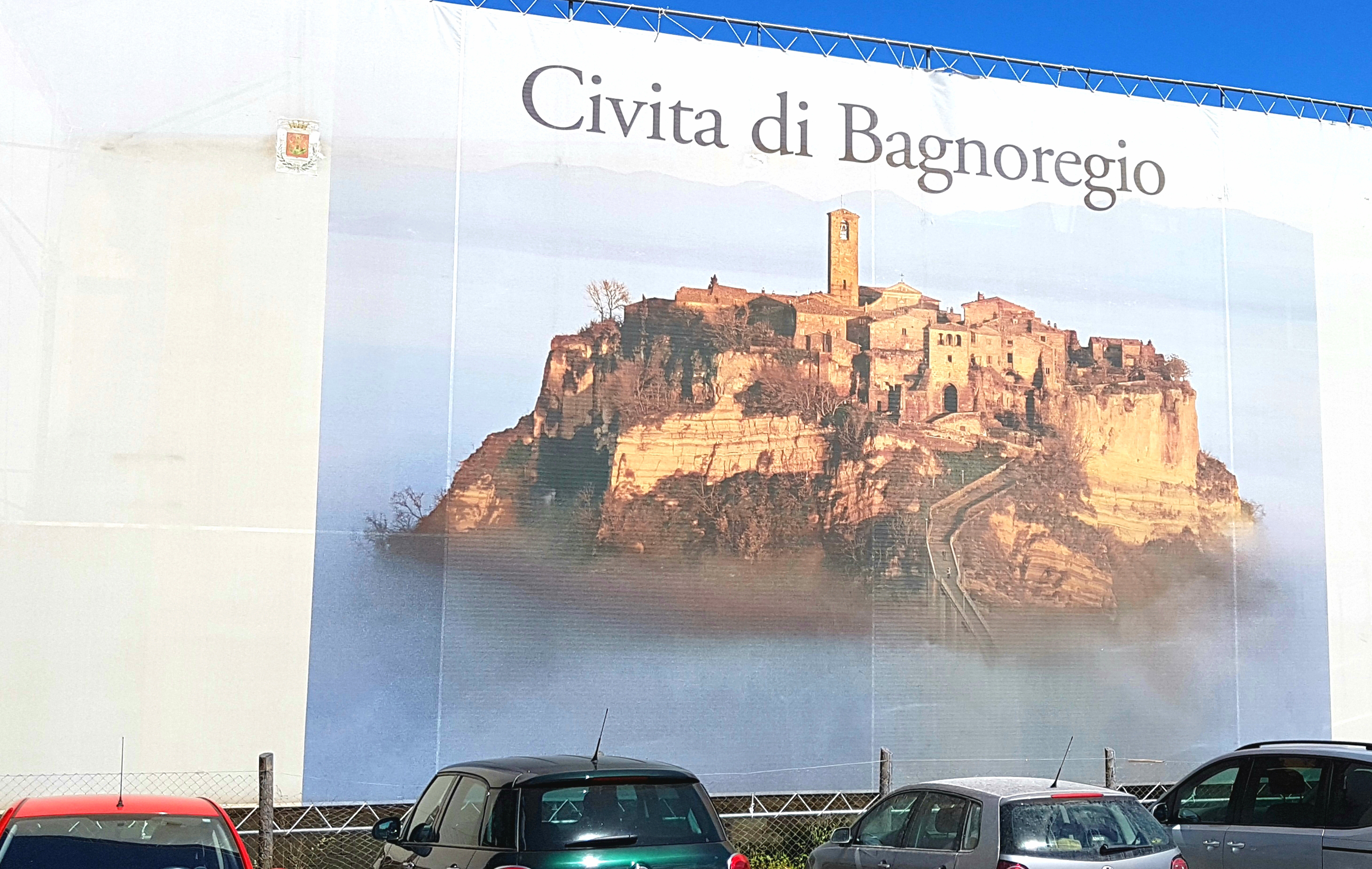
Cartelera a l'aparcament turístic, Civita di Bagnoregio

La ciutat destaca per la seva sorprenent posició al cim d'un altiplà de toba volcànica friable que domina la vall del riu Tíber. Està en perill constant de destrucció, ja que les vores de l'altiplà s'enfonsen a causa de l'erosió, deixant que els edificis s'enfonsin a mesura que el seu suport subjacent cau. A 2004, hi havia plans per reforçar l'altiplà amb varetes d'acer per evitar més danys geològics. El lloc més antic es va conèixer en italià com La città che muore ("La ciutat moribunda").

### Arquitectura
La ciutat també és molt admirada per la seva arquitectura que abasta diversos centenars d'anys. Civita di Bagnoregio deu gran part del seu estat inalterat al seu relatiu aïllament; la ciutat va ser capaç de suportar la majoria de les intrusions de la modernitat així com la destrucció provocada per dues guerres mundials. La població actual  té 11 persones, però a causa d'una bona quantitat d'allotjaments i esmorzars, el poble s'ocupa als mesos d'estiu.
La ciutat va ser col·locada a la llista de vigilància del 2006 del World Monuments Fund dels 100 llocs més en perill d'extinció, a causa de les amenaces que pateix l'erosió i el turisme no regulat.

## Monuments i llocs d'interès
A l'interior del poble hi ha diverses cases medievals; l'església de San Donato, que dona a la plaça Major i a l'interior de la qual es guarda el sant crucifix de fusta; Palau Alemanni, seu del Museu Geològic i dels Esllavissats; el Palau Episcopal, un molí del segle XVI; les restes de la casa on va néixer sant Bonaventura i la porta de Santa Maria, amb dos lleons sostenint un cap humà entre les potes, en record d'una revolta popular dels habitants de Civita contra la família Orvieto de Monaldeschi.
L'any 2005 es va plantejar que els barrancs de Civita esdevinguessin un lloc d'interès comunitari.

## Economia i turisme
L'antic poble forma part de l'associació I Borghi più belli d'Italia. Gràcies a la seva evocadora posició geogràfica i als seus edificis medievals, la vila atrau molts turistes, i en diverses ocasions s'ha utilitzat com a plató de cinema.
El gener de 2021, l'alcalde de Bagnoregio va presentar una proposta a la UNESCO per designar Civita Patrimoni de la Humanitat.

## Cultura

### El Sant Crucifix de Civita
El Divendres Sant, el Sant Crucifix és col·locat sobre un fèretre a l'església de San Donato per ser transportat a la secular "Processione del Venerdì Santo di Bagnoregio" ("Procession de Divendres Sant de Bagnoregio"). La llegenda narra que durant una epidèmia de pesta, que l'any 1449 va afectar tot el territori dels voltants de Bagnoregio, la creu va parlar amb una dona pietosa, que anava cada dia davant la venerada imatge demanant amb les seves pregàries la fi d'aquella agonia. Un dia, mentre la dona pregava a Crist, va sentir una veu que la tranquil·litzava, que deia que el Senyor havia complert les seves pregàries i que la pestilència s'acabaria. I efectivament, al cap de pocs dies, la pesta s'havia acabat, al mateix temps que la mort de la piadosa dona.

### Esdeveniments
- Pels volts de Nadal té lloc un pessebre vivent; les històries de Maria i Josep ambientades als carrers medievals.
- El primer diumenge de juny i el segon de setembre, a la plaça major, es prepara el secular Palio della Tonna (“tonda” en dialecte local). En aquest palio (cursa de cavalls) els barris de Civita es desafien mútuament a llom d'ase, recolzats per animadors habitants.
- El primer diumenge de juny, hi ha la primera festa, anomenada Maria SS. Alliberadora.
- L'última setmana de juliol i la primera d'agost té lloc el Tuscia in Jazz Festival amb concerts, seminaris i jam sessions.[8]
- El segon diumenge de setembre té lloc la segona festa, anomenada SS. Crocifisso

### Cinema i televisió
- Entre les moltes pel·lícules rodades a Civita: Els dos coronels (1962), dirigida per Stefano Vanzina; l'episodi Il prete de la pel·lícula Let's Have a Riot (1970); l'episodi de la pel·lícula Nostalghia (1983) dirigida per Andrei Tarkovsky ; la minisèrie Pinocchio dirigida per Alberto Sironi emesa a RAI 1 l'any 2009; Questione di Karma (2017), dirigida per Edoardo Falcone; <i id="mwog">My Big Gay Italian Wedding</i> (2018) dirigida per Alessandro Genovesi .
- A Civita es va rodar la imatge inicial d' Esperança , transmesa a Itàlia l'any 2002.
- Civita va ser la inspiració de Hayao Miyazaki per a la pel·lícula de 1986 Castle in the Sky.